# Fuerza de San José

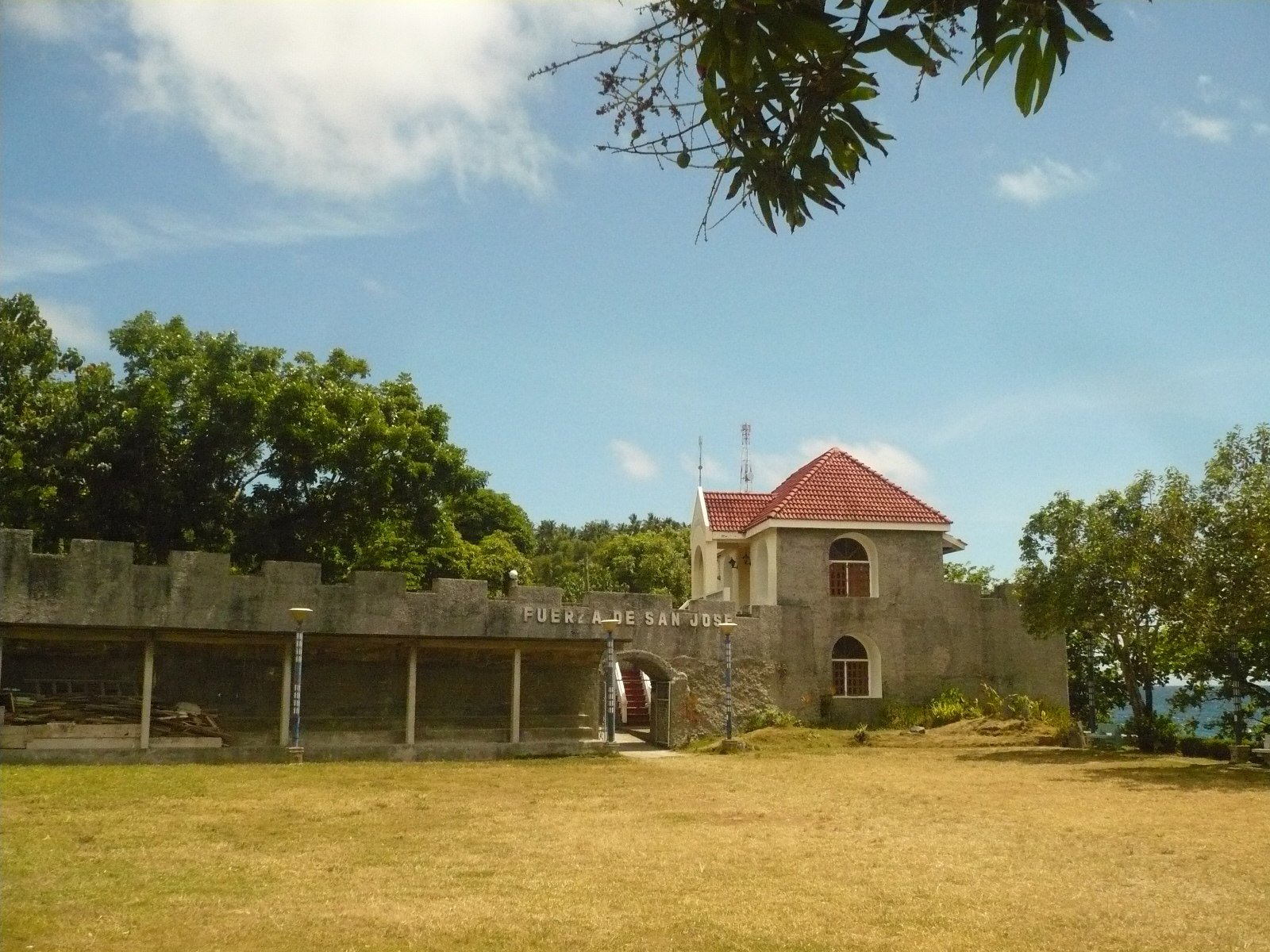
El muro oriental y la entrada principal

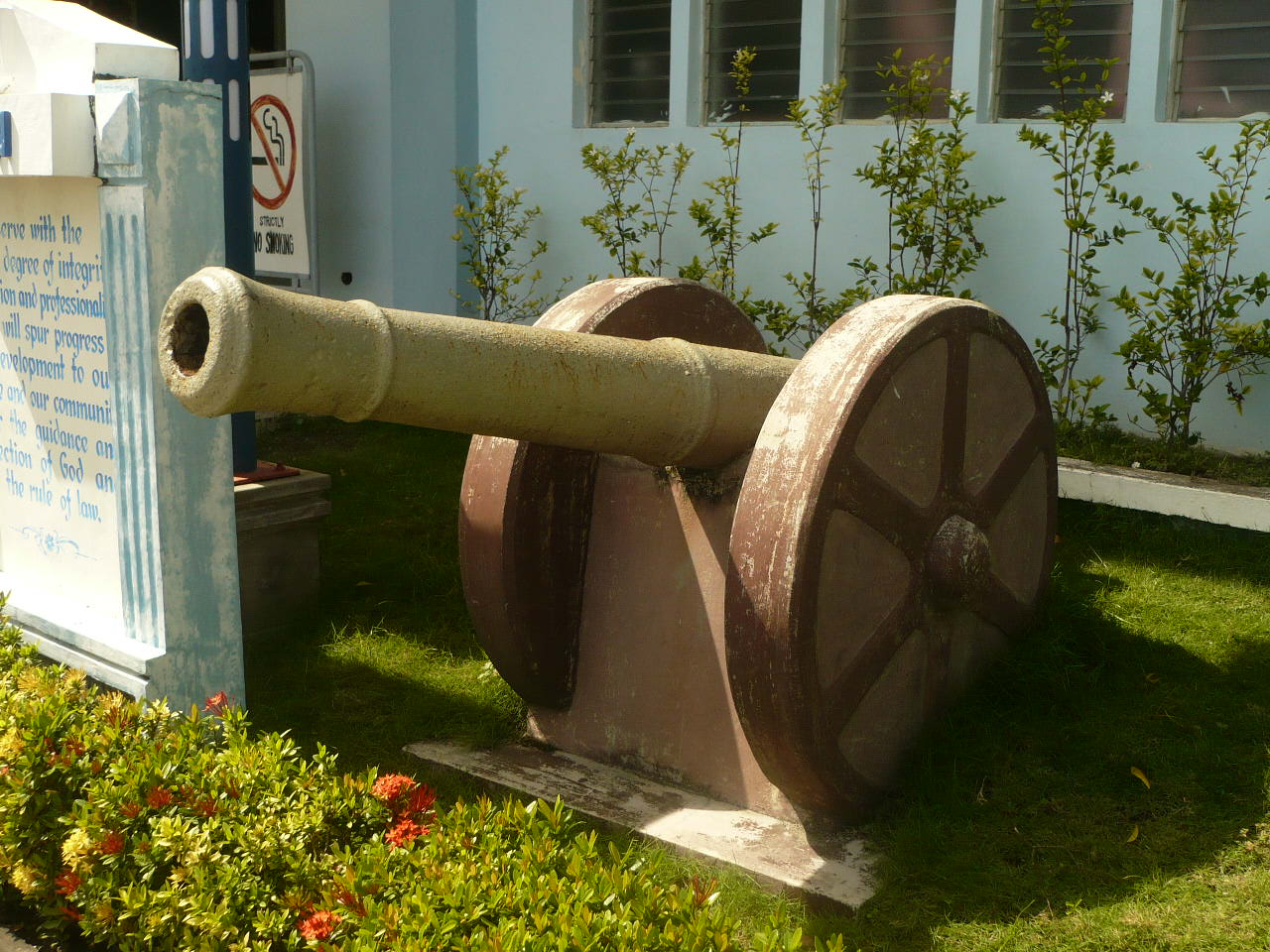
Uno de los cañones del Fuerza San José, en una exposición museística.

Fuerza de San José es una fortificación española del siglo XVII situada en la localidad de Bantón, en la isla homónima, provincia de Romblón, Filipinas. Junto a los fuertes Fuerza de San Andrés y Fuerza de Santiago (los llamados «fuertes gemelos de Romblón») forma parte del antiguo sistema de fortificaciones de las islas del mar de Sibuyán, levantado bajo el mando de Agustín de San Pedro con el fin de defenderse de los ataques que asolaban las costas del archipiélago, sobre todo las incursiones moras desde el sur de Filipinas. Considerado por los lugareños un símbolo de grandeza y resistencia, desempeñó un papel fundamental en la defensa de la isla de Bantón en las primeras décadas del dominio español de la región, y fue testigo de numerosas batallas.
El fuerte iba a recibir el marcador de monumento de interés nacional de la Comisión Histórica Nacional de Filipinas en 2022, después de que el ayuntamiento de Bantón resolviera construir un parque en el lugar, que pudiera poner en riesgo la integridad de la estructura. La decisión del comité nacional congeló los planes del parque, si bien debido a la pandemia de COVID-19 y otras circunstancias, todavía no se ha procedido a la señalización oficial (aunque sí está incluido en la lista de edificios protegidos conforme el artículo 3 de la Ley del Patrimonio Cultural Nacional de 2009).

## Contexto histórico
Tras la llegada de los españoles a Bantón a principios de la década de 1600, estos fundaron un asentamiento al suroeste del centro urbano actual, siendo de hecho el primero del archipiélago (y actual provincia) de Romblón en establecerse formalmente (a pesar de que su llegada a la misma isla de Romblón, más hacia el sur, aconteciera ya en 1569, liderados por Martín de Goiti). Debido a ello, todos los asentamientos de la región quedaban bajo jurisdicción de Bantón (que formaba parte de la provincia de Cápiz) hasta 1631, cuando se fundó la aldea (y actual municipio) de Romblón.
En 1622, el emplazamiento quedó en manos de los frailes agustinos llegados de las Bisayas, y esos se pusieron manos a la obra para establecer las llamadas «misiones agustinianas», que, más allá de su propósito evangelizador, tenían como fin la organización de la población local, tanto oriunda como española, para defenderse de las incursiones moras procedentes del sur de Mindanao (quienes habían declarado la guerra a la Corona española en 1565 y tenían su núcleo principal en Sultán Kudarat). De hecho, según los registros históricos de los agustinos recoletos, inmediatamente después de la llegada de los misioneros a la pequeña isla, se produjeron asaltos violentos que obstaculizaron en gran medida el proceso de evangelización de la primera misión agustina en la región; el cabeza de la misión, Pedro de San José, hasta tuvo que huir a los montes tierra adentro.
Cuando el superior de la orden, Juan de San Antonio, se enteró de la grave situación, acordó con los mandos militares proceder a la fortificación de las islas, para lo que se mandó enviar al fraile Agustín de San Pedro, apodado el Padre Capitán, quien había ganado fama por sus hazañas bélicas contra los moros y los saqueadores musulmanes en Mindanao, para hacerse cargo de la misión de Romblón. A su llegada, asumió el liderazgo de los agustinos e inmediatamente comenzó con la construcción de varias defensas, incluidas dos iglesias fortificadas en ambas islas, erigidas en la década de 1640. La iglesia de Bantón se completó en 1645, y tres años después fue bautizada como iglesia parroquial de San Nicolás de Tolentino (a nombre del nuevo santo patrón del municipio). Debido a la urgencia del momento, su construcción se centró menos en el diseño arquitectónico y más en lo funcional, para que resistiera las redadas. Ese mismo año se desmanteló el sistema de encomiendas en la región, administradas desde la villa de Arévalo, creándose la provincia político-militar de Romblón, a la que pertenecería también la isla de Bantón.

## La fortificación
El Fuerza de San José es el resultado de las defensas construidas para proteger la iglesia y el convento adyacente, a los que Agustín de San Pedro rodeó de una muralla defensiva con torres de vigilancia en cada una de sus esquinas; se cavó un pozo profundo para el abastecimiento independiente de agua y se erigieron otras instalaciones para las necesidades de los evacuados en caso de una incursión musulmana. Al norte de la iglesia, se construyó una torre en la cima de la colina que domina gran parte del mar de Sibuyán, el puerto de la isla (incluida Punta Matagar, una formación rocosa en forma de punta de flecha que servía como punto de orientación), y la ruta desde y hacia el sur del archipiélago. El recinto fortificado recibió el nombre de Fuerza de San José en honor a José de Nazaret, defensor de Cristo y protector de la Iglesia.

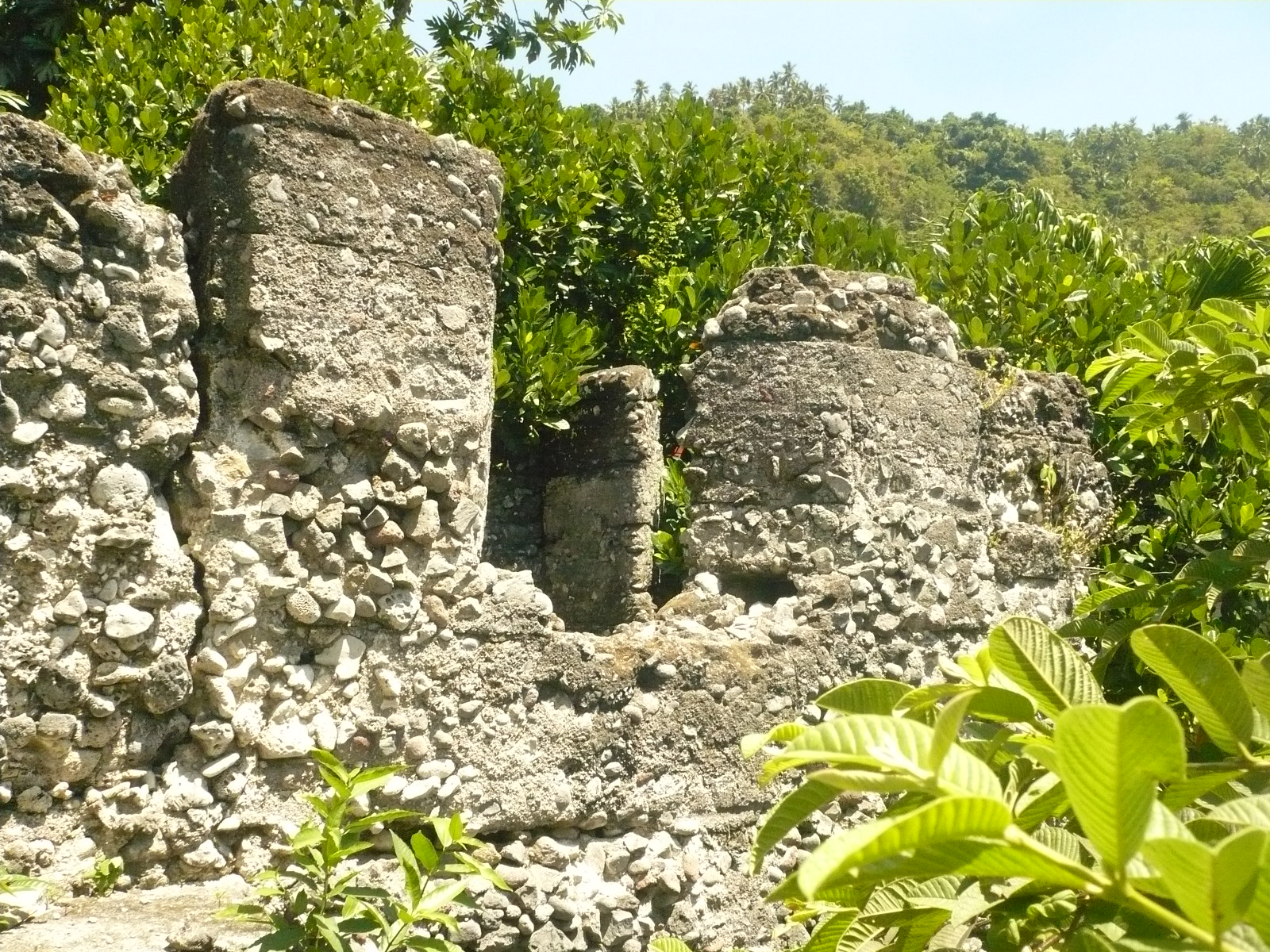
Ruinas del baluarte norte del Fuerza de San José

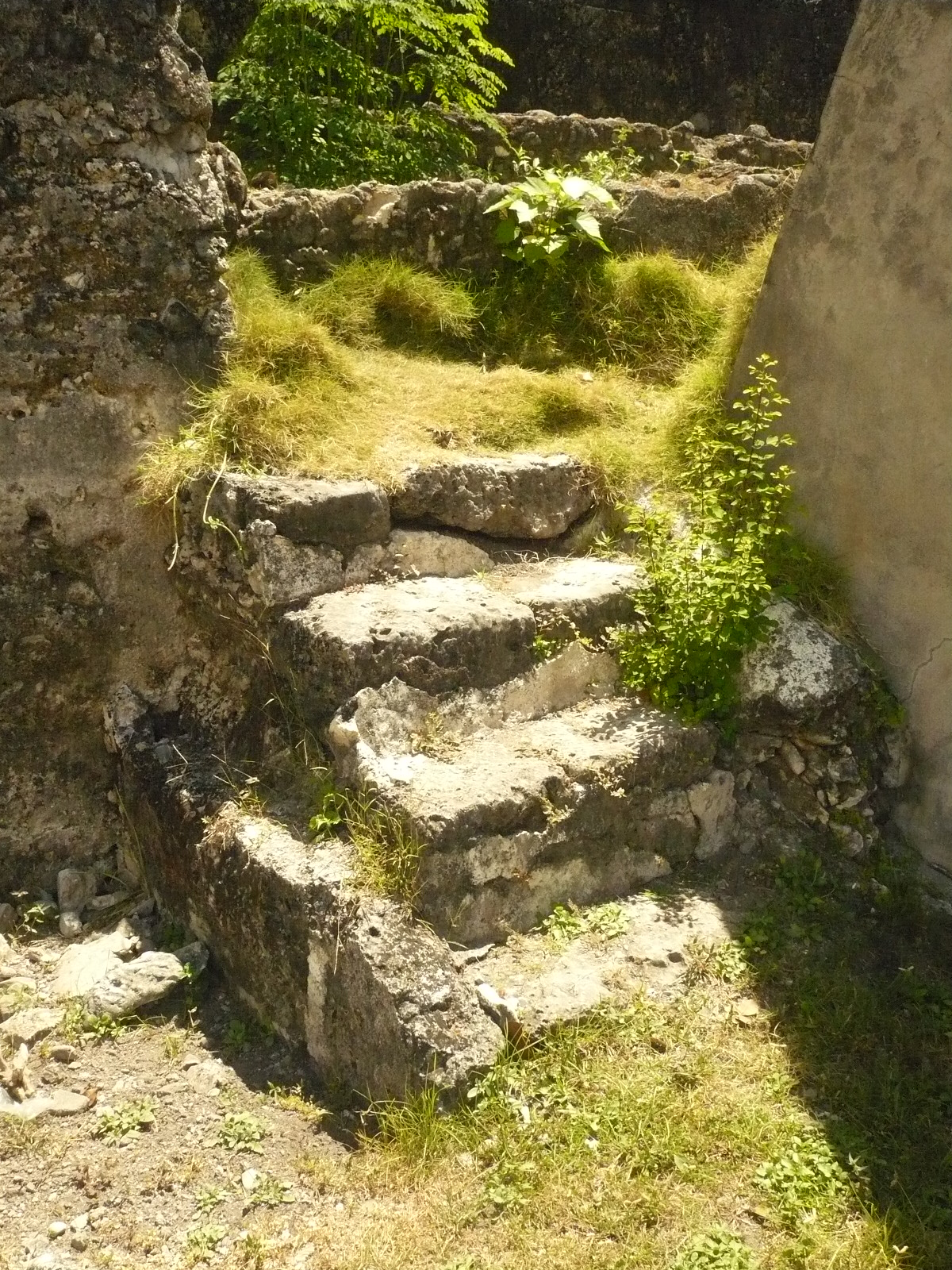
El antiguo acceso a la iglesia de Bantón.

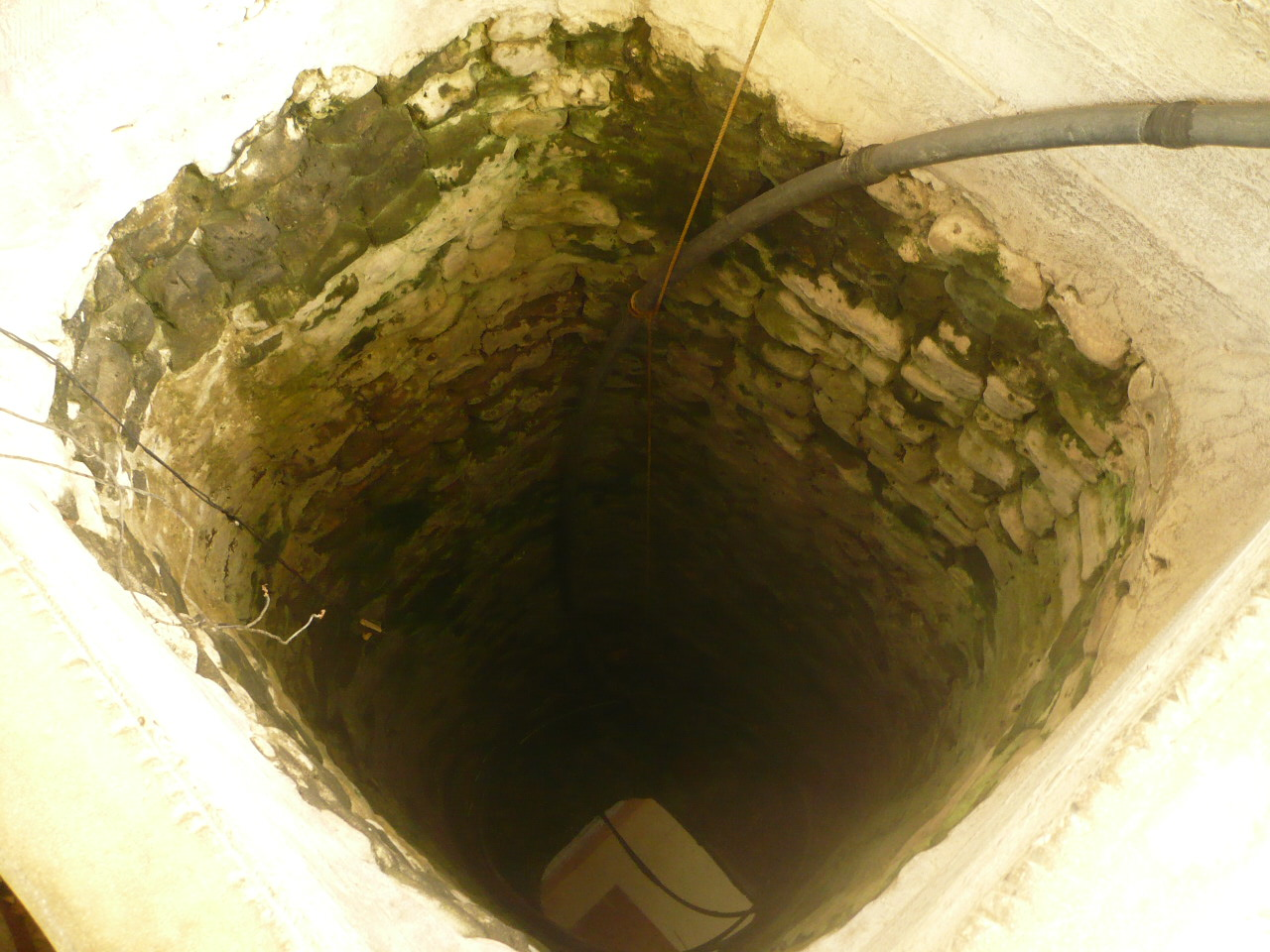
El pozo del fuerte; sirve principalmente a la iglesia de Bantón.

El fuerte tiene forma de triángulo isósceles; las medidas de sus muros son de 4,58 metros de altura, 11,17 metros de largo y un grosor de 2,08 metros, suficientes para la colocación de los 12 cañones de distintos calibres en lo alto de la muralla y el paso de personal. Para su construcción se usaron bloques de piedra de coral (abundante en esta región), unidos con mortero de cal, empleando técnicas de precisión que dotaran a la estructura con la solidez necesaria, prueba de la maestría arquitectónica que poseían los colonizadores. Al igual que los fuertes de la isla de Romblón, los muros fueron dotados de elementos algo atípicos para la época, como las troneras para los cañones.
Cuenta una narrativa recogida en la Memoria de Panay de 1870, que una vez una flota zarpó de la meridional isla Joló —bajo dominio musulmán— para asaltar la isla de Bantón. En su camino, los piratas moros intentaron evitar pasar directamente frente a las costas de Bantón y Romblon para eludir un enfrentamiento con San Pedro, a quien llamaban «el sacerdote combatiente». No obstante, al atracar en las aguas poco profundas de la costa de Bantón, el agustino mandó prender fuego a ocho caracoas, ahuyentando al resto de embarcaciones. Según el relato, desde entonces, la piratería musulmana en la isla fue prácticamente erradicada.

En la historiografía filipina, la historia del Fuerza San José, más que una historia de la misión hispánica, es la historia de la iniciativa y valentía de la población nativa de la isla de Bantón. En su libro Sinopsis historica de la Provincia de S. Nicolas de Tolentino de las islas filipinas de la Orden de Agustinos Recoletos, el sacerdote e historiador filipino Licinio Ruiz escribe:
Por su ubicación y por la obra del Padre Capitán, la fortaleza de Bantón es un verdadero baluarte y difícilmente se podrá encontrar en el archipiélago otra fortaleza en la que se haya volcado tanto esfuerzo... Los propios habitantes son gentes sencillas, dedicadas activamente a la ciudad que les vio nacer y, en ocasiones, ya sea en defensa contra los moros o contra los ladrones, siempre dieron muestras de valentía.